# Draževiće
Draževiće (Servisch cyrillisch Дражевиће) is een plaats in de Servische gemeente Sjenica. De plaats telt 431 inwoners (2002).